# William Arrol

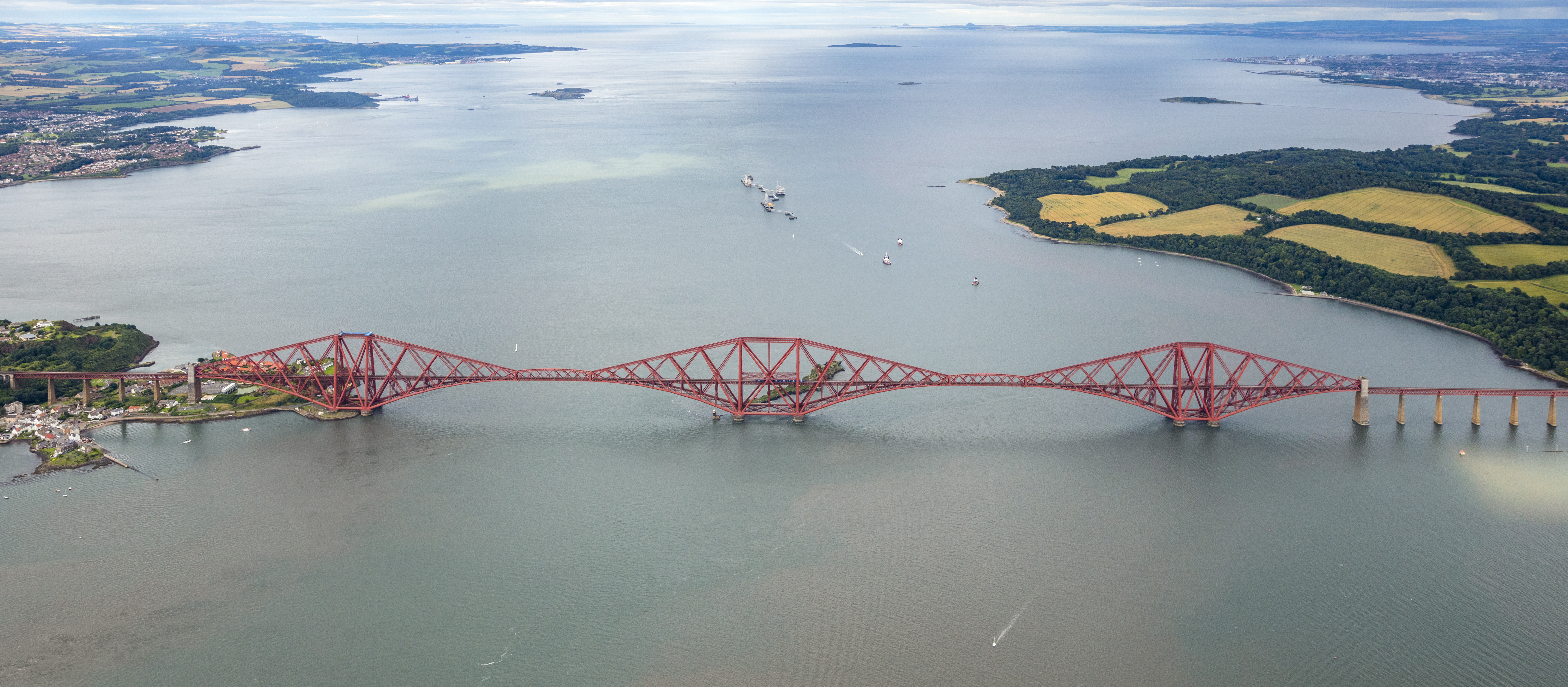
Il ponte ferroviario sul Forth, patrimonio UNESCO

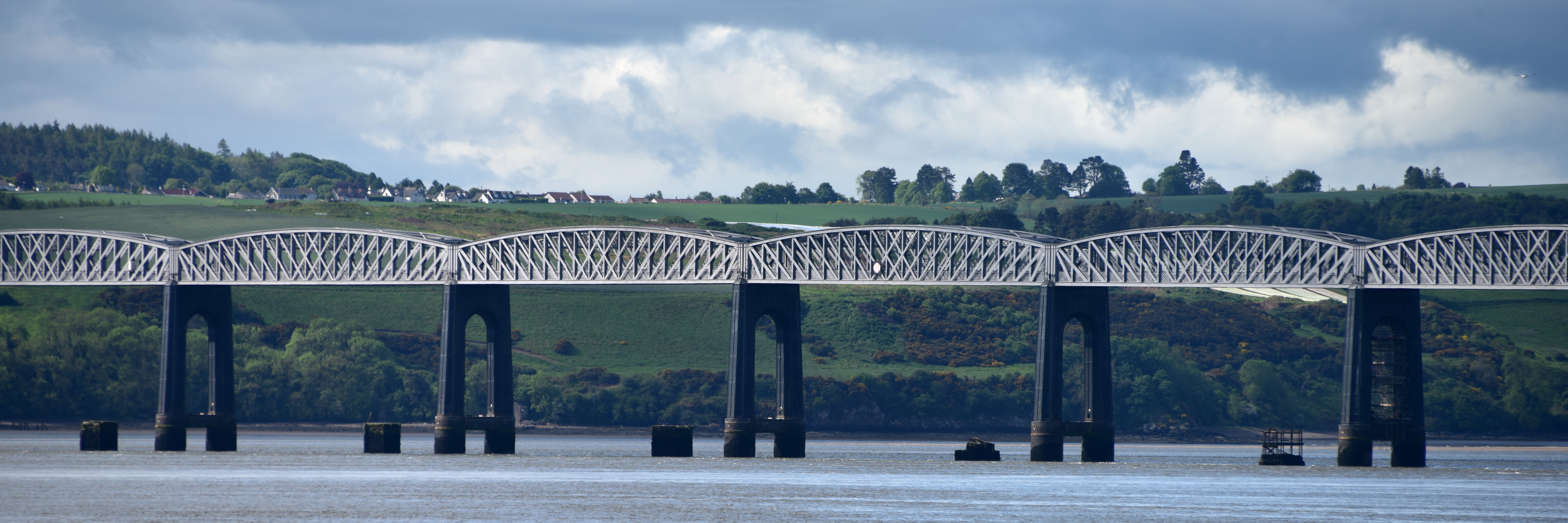
Segmento settentrionale del secondo ponte sul Tay, si notino i ceppi dei pilastri del ponte precedente che spuntano dal Firth of Tay

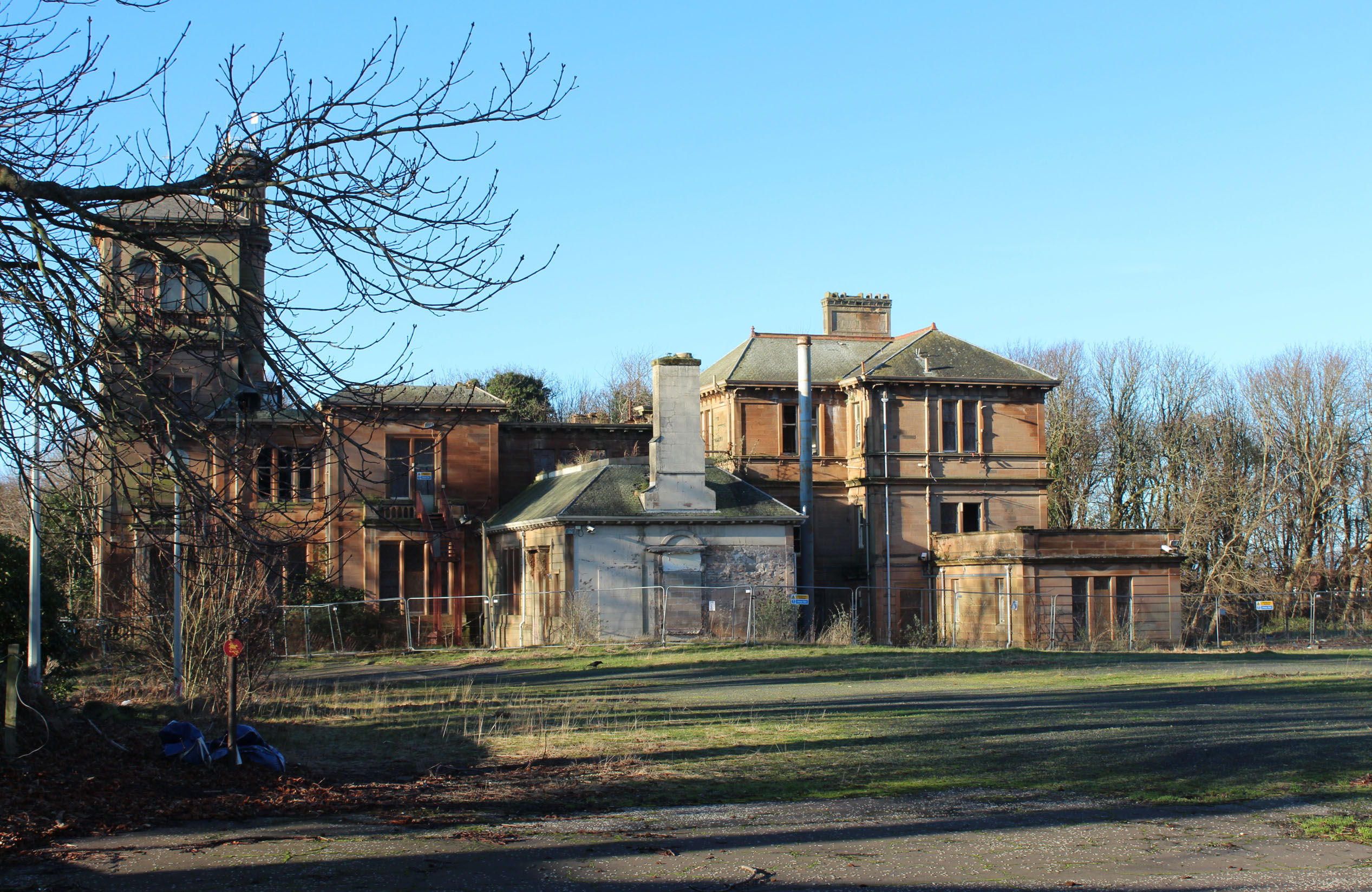
La casa di Arrol a Seafield di Ayr, in stile italianeggiante. Donata alla comunità dopo la sua morte, funse dapprima da ospedale ausiliario durante la prima guerra mondiale, infine come ospedale pediatrico fino al 1991

Sir William Arrol (Houston, 13 febbraio 1839 – Seafield, 20 febbraio 1913) è stato un imprenditore e politico scozzese; capitano d'industria dell'età vittoriana molto attivo nel campo delle costruzioni di ponti, strutture e gru in acciaio.

## Biografia

### Carriera lavorativa e imprenditoriale
Nato a Houston, Renfrewshire, iniziò a lavorare in una filanda di cotone quando aveva solo nove anni. A tredici anni continuò a lavorare come apprendista fabbro, studiando meccanica e idraulica in una scuola serale. Nel 1863 entrò a far parte di una società di costruzioni di ponti, a Glasgow, creando la propria attività nel 1868, la Dalmarnock Iron Works, alla periferia orientale della città.
Successivamente, nel 1872 fondò la Sir William Arrol & Co. Ltd., una delle aziende capofila nel settore dell'ingegneria civile del tempo.
Tra le sue realizzazioni più importanti spicca la partecipazione con la sua azienda, la Sir William Arrol & Co. Ltd., alla ricostruzione del ponte ferroviario sul Tay (crollato nel disastro che comportò una notevole perdita di vite umane), alla costruzione del ponte ferroviario sul Forth e del Tower Bridge di Londra.
Fu anche incaricato dal cantiere navale Harland and Wolff di Belfast di costruire gru a portale tipo Arrol (nota come portale Arrol) per la costruzione di tre nuove super-transatlantici, tra i quali si annovera il RMS Titanic.

### Carriera politica
Membro del Partito Liberale Unionista, alle elezioni generali del 1895 fu eletto deputato alla Camera dei comuni per il collegio dell'Ayrshire Meridionale, seggio che mantenne fino alle elezioni del 1906.

### Memoria
Del suo lavoro sopravvivono diverse costruzioni che sono diventate icone mondiali delle realizzazioni ingegneristiche. Il Forth Bridge e la gru Titan di Clydebank sono classificati dalle American Societies of Civil and Mechanical Engineers quali punti di riferimento mondiali dell’ingegneria civile .
Nel 2013 è ricordato tra i quattro membri della Scottish Engineering Hall of Fame. Il suo volto è ritratto anche sulla banconota scozzese da 5 sterline introdotta nel 2015 dalla Clydesdale Bank.